# Syntaxí řízený překlad
Syntaxí řízený překlad (anglicky Syntax-directed translation, SDT) je metoda implementace překladače, v níž je překlad ze zdrojového jazyka úplně řízen postupem syntaktické analýzy.
Pro syntaxí řízený překlad se ke každému pravidlu gramatiky připojuje určitá činnost (sémantická akce). Syntaktická analýza libovolného zdrojového programu tak vyvolává posloupnost sémantických akcí, které mohou například generovat fragmenty kódu v nějakém mezijazyce. SDT tak poskytuje jednoduchý způsob připojení sémantiky k libovolnému zadání syntaxe.

## Popis
Specifikace syntaxí řízeného překladu v zásadě znamená přiřazení sémantických akcí k jednotlivým pravidlům bezkontextové gramatiky, čímž vznikne syntaxí řízená definice (anglicky Syntax-directed definition, SDD). Sémantické akce jsou činnosti nebo procedury, které je třeba provést, když se při analýze vstupního řetězce použije určité přepisovací pravidlo. Zadání gramatiky s akcemi, které se mají provádět, se nazývá syntaxí řízené překladové schéma (příp. jednoduše 'překladové schéma'.)

## Použití atributů
Ke každému symbolu gramatiky mohou být připojeny atributy obsahující hodnoty přiřazené k symbolu. K obvyklým atributům patří typ proměnné, hodnota výrazu, apod. Atribut t symbolu X se obvykle značí X.t.
Jsou-li dány akce a atributy, lze gramatiku použít k překladu řetězce ze vstupního jazyka na provedení určitých akcí, přičemž dodatečné informace se přenášejí prostřednictvím atributů jednotlivých symbolů.

## Metapřekladače
Slovní spojení „syntaxí řízený“ (syntax-driven) a „syntaxí řízený překlad“ (syntax-directed translation) byla použita v popisech prvních metapřekladačů, které pro generování kódu využívají metaprogramování – viz články Generátor překladačů, META II a TREE-META.